# قوم لی

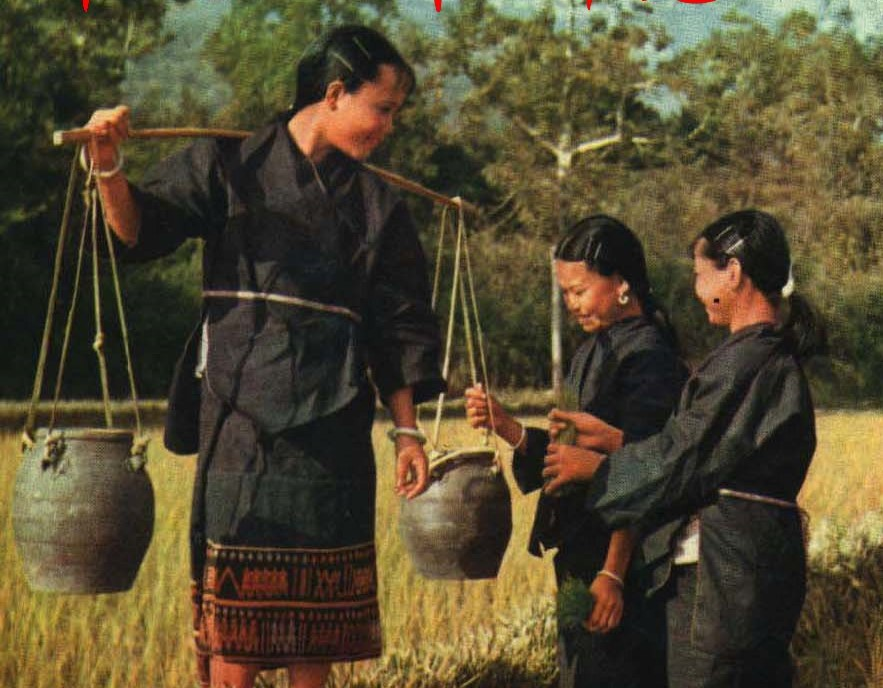

قوم هلای که با نام لی یا لیزو نیز شناخته می‌شوند، یک گروه قومی با زبانی از تبار کرا-دای هستند که یکی از ۵۶ گروه قومی رسمی درجمهوری خلق چین به‌شمار می‌آیند. اکثریت قریب به اتفاق این مردمان در سواحل جنوبی چین و در جزیره هاینان زندگی می‌کنند، جایی که آنها بزرگ‌ترین اقلیت قومی هستند. هلای‌ها به پنج شاخه چی (گِی)، ها، ران (زون)، سای (تای، جیامائو) و میفو (مویفائو) تقسیم می‌شوند که هریک فرهنگ و آداب و رسوم متمایز خود را دارند.